# 通学シリーズ
『通学シリーズ』（つうがくシリーズ）は、みゆによるケータイ小説サイト「E★エブリスタ」にて連載されている小説。2010年に書籍化された。
2015年11月7日に「通学電車」、11月21日には「通学途中」が実写映画化された。

## 概要
『通学電車 〜君と僕の部屋〜』がE★エブリスタの「Seventeenケータイ小説大賞」にてグランプリとなり、書籍化された。
続編の予定はなかったが続編を望む読者の声が多かったことから、苦肉の策として作品をリンクさせた一連のシリーズになった。
サブタイトルの「君と僕の部屋」（以下「部屋」）や「君は僕の傍にいる」（以下「傍」）は、時間軸の違いであるとともに、「部屋」が使われるときは居場所を意識していて「傍」のときは相手との距離感を意識されている。
社会学者の嵯峨景子のインタビューでは、2010～2012年の中高生の読書調査の結果として通学シリーズが上位にあるとされているものの、シリーズの展開の情報に誤りがある（『通学電車 〜君と僕の部屋〜』の初出が「野いちご」になっていたり、コミカライズの連載元が「マーガレット」ではなく「Seventeen」になっている）。また、嵯峨景子のTwitterにて、大卒の作者が高卒だと発言している。以上により嵯峨景子の通学シリーズ筆者の情報の信憑性は薄い。

## 仕様
シリーズの最初のほうの作品は少女小説レーベルのコバルト文庫から発売されたが、同レーベルの通常の体裁通りではなく、他のケータイ小説の書籍と同様に横書きの仕様になっている。その後、ケータイ小説レーベルのピンキー文庫の創刊によりシリーズはそちらに移籍した。
上記のカバーイラストはタレントの写真が使用され、いずれも挿絵はない。なお、漫画版の表紙でもタレントの写真が起用されている。
いくつかは児童文学レーベルの集英社みらい文庫でも刊行され、そちらは挿絵（絵：朝吹まり）がある。また、文章はリライトされた。

## シリーズ一覧
- 通学電車 〜君と僕の部屋〜（2010年7月30日発売、ISBN 978-4-08-601440-3、コバルト文庫）
  - 通学電車 〜君と僕の部屋〜 みらい文庫版（2017年4月28日発売、ISBN 978-4-08-321370-0、集英社みらい文庫）
- 通学路 〜君と僕の部屋〜（2011年2月1日発売、ISBN 978-4-08-601499-1、コバルト文庫）
- 通学時間 〜君は僕の傍にいる〜（2011年4月22日発売、ISBN 978-4-08-660001-9、ピンキー文庫）
  - 通学電車 〜何度でも君を好きになる〜 みらい文庫版（2017年8月18日発売、ISBN 978-4-08-321391-5、集英社みらい文庫）
- 通学途中 〜君と僕の部屋〜（2011年10月21日発売、ISBN 978-4-08-660018-7、ピンキー文庫）
  - 通学電車 〜ずっとずっと君を好き〜 みらい文庫版（2017年12月22日発売、ISBN 978-4-08-321414-1、集英社みらい文庫）
- 通学区 〜君は僕の傍にいる〜（2012年5月25日発売、ISBN 978-4-08-660040-8、ピンキー文庫）
- 通学風景 上 〜君と僕の部屋〜（2012年7月25日発売、ISBN 978-4-08-660047-7、ピンキー文庫）
- 通学風景 下 〜君と僕の部屋〜（2012年8月24日発売、ISBN 978-4-08-660050-7、ピンキー文庫）
- 通学記 〜君は僕の傍にいる〜（2012年12月21日発売、ISBN 978-4-08-660062-0、ピンキー文庫）
- 通学範囲 〜君は僕の傍にいる〜（2013年4月25日発売、ISBN 978-4-08-660075-0、ピンキー文庫）
- 通学日 〜君と僕の部屋〜（2013年8月23日発売、ISBN 978-4-08-660087-3、ピンキー文庫）
- 通学証明 〜君と僕の部屋〜（2014年1月24日発売、ISBN 978-4-08-660103-0、ピンキー文庫）
- 通学距離 〜君と僕の部屋〜 青空編（2014年4月25日発売、ISBN 978-4-08-660112-2、ピンキー文庫）
- 通学距離 〜君と僕の部屋〜 星空編（2014年5月23日発売、ISBN 978-4-08-660115-3、ピンキー文庫）
- 通学模様 〜君と僕の部屋〜（2014年8月22日発売、ISBN 978-4-08-660125-2、ピンキー文庫）
- 通学条件 〜君と僕の部屋〜（2014年12月25日発売、ISBN 978-4-08-660134-4、ピンキー文庫）
- 通学鞄 〜君と僕の部屋〜（2017年12月1日発売、ISBN 978-4-08-608058-3、コバルト文庫）

スピンオフ
- 映画『通学電車/通学途中』スピンオフ　そして僕は君をみつける （2015年10月20日発売、ISBN 978-4-08-601877-7、コバルト文庫）
- 通学シリーズ スピンオフ　つよがりな君のためのホットミルク（2016年4月1日発売、ISBN 978-4-08-601898-2、コバルト文庫）

その他
- メガロポリス203号室 -記憶の欠片-（2012年4月25日発売、ISBN 978-4-08-660036-1、ピンキー文庫）
- 君と僕の部屋 〜あの空でまだ君は待っている〜（2015年3月20日発売、ISBN 978-4-08-680012-9、集英社オレンジ文庫）

どちらも、タイトル形式は踏襲されてないが、通学シリーズと内容がリンクしている。
- 5分でときめき! 超胸キュンな話（2017年12月22日発売、ISBN 978-4-08-321412-7、集英社みらい文庫）

集英社みらい文庫作品のアンソロジー。「通学電車～君と僕のクリスマス～」を収録している。

## 漫画
- 通学電車 〜君と僕の部屋〜（作画：月島珊瑚、2010年7月30日発売、ISBN 978-4-08-846549-4、マーガレットコミックス）
- 通学路 〜君と僕の部屋〜（作画：長谷瑠依、2011年12月22日発売、ISBN 978-4-08-846727-6、マーガレットコミックス）
- comic&stories 通学時間 〜君は僕の傍にいる〜 全2巻（漫画：月島珊瑚、ピンキー文庫） ※『通学時間』の書きおろし小説も併録

1. 2014年7月25日発売、ISBN 978-4-08-660123-8
2. 2014年9月25日発売、ISBN 978-4-08-660129-0

## 音声ドラマ
2013年3月22日に『「通学」シリーズ「通学風景」』、2014年3月25日に『「通学」シリーズ「通学日」』がVOMICで配信された。
いずれも、みゆによるオリジナル脚本のミニドラマ。ヴォイスコミックサイトではあるが、本作は画像（コミック）はない。

### キャスト（通学風景）
ミオ
声：斉藤佑圭
ハル（ケイ）
声：森田成一
ショウゴ
声：小野大輔

### キャスト（通学日）
チカ
声：白石涼子
ショウゴ
声：小野大輔

## 実写映画
2015年11月7日に『通学シリーズ 通学電車』、2015年11月21日に『通学シリーズ 通学途中』が公開。上映時間は、いずれも80分。

### キャスト（通学電車）
森下 優名 （もりした ゆうな）
演 - 松井愛莉。
北山高校2年生。少し引っ込み思案な、一見普通の女の子。
通学電車の中で見かける“ハル”に片思い中。

春川 彼方（はるかわ かなた）
演 - 千葉雄大
東高2年生の男の子。まわりには“ハル”と呼ばれている。
ある朝、突然ユウナの部屋に現れる。

岡崎 智明（おかざき ともあき）
演 - 吉沢亮
ユウナのクラスメイト。通称トモ。バスケ部の部長。
彼が目当てで、体育館に集まる女子がいるくらい人気がある。

奈々（なな）
演 - 阿部菜渚美
東高1年生。雑誌のモデルをするくらいすごくかわいい女の子。気が強い。
ハルのことが中学の頃からずっと好き。

水島（みずしま）
演 - 城戸愛莉

### キャスト（通学途中）
一条 祐紀（いちじょう ゆき）
演 - 森川葵
進学校の西高に通う高校2年生。大人しくて、真面目な女の子。
一条病院の院長の娘。美術部。塾の前にコンビニに行くのが楽しみ。

羽柴 絋 （はしば こう）
演 - 中川大志
ユキと同じ西高の生徒。美術部。成績は常にトップ、絵を描く才能もずば抜けていて学校では目立つ存在。

吉沢 恭介（よしざわ きょうすけ）
演 - 赤楚衛二
東高2年生。コンビニでアルバイトしている。いつも笑顔で、すごく優しい。

荒川 由香（あらかわ ゆか）
演 - 藤本泉
恭介の彼女。小さくて、かわいいが、気が強い。メイクやおしゃれに夢中な女子高生。

千佳(ちか)
演 - 藤麻理亜

### スタッフ
- 原作：みゆ（「通学電車 〜君と僕の部屋〜」/「通学途中 〜君と僕の部屋〜」）
- 監督：川野浩司
- 脚本：武田樹里
- 主題歌：Silent Siren「hikari」（通学電車）/Silent Siren「キミスキスマイル」（通学途中）
- 音楽：SWITCH
- ロケ協力：茨城県立旧小川高等学校、茨城県立中央高等学校、有明教育芸術短期大学　ほか
- プロデュース：片山武志、中林千賀子
- 配給：ポニーキャニオン
- 製作:「通学シリーズ」製作委員会（日本出版販売、エブリスタ、ポニーキャニオン、TBSサービス、ブースタープロジェクト）